# Pavzanij (geograf)
Pavzanij (grško starogrško Παυσανίας: Pausanias; okoli 110–180 n. št.) je bil grški popotnik in geograf, ki je živel v času Hadrijana, Antonina Pija in Marka Avrelija. Znan je po svojem delu Opis Grčije (starogrško Ἑλλάδος περιήγησις: Hellados Periegesis), obsežnem delu, ki opisuje antično Grčijo na podlagi svojih opazovanj in je bistvena povezava med klasično literaturo in sodobno arheologijo. Andrew Stewart piše:
Skrben, suhoparen pisatelj, ki ga zanimajo ne le veličastne ali lepe, ampak nenavadne znamenitosti in nejasni obredi. Je občasno nepreviden ali  neupravičeno sklepa in njegovi vodniki ali celo njegove lastne opombe včasih zavajajo; njegova poštenost je nesporna in njegova vrednost je brez primerjave.

## Življenjepis
Pavzanij je bil rojen leta 110 v grški družini, verjetno v Lidiji. Gotovo je poznal zahodne obale Male Azije, vendar so se njegova potovanja razširila daleč prek meja Jonije. Pred obiskom Grčije je bil v Antiohiji, Jafi, Jeruzalemu in na bregovih reke Jordan. V Egiptu je videl piramide, medtem ko so mu v Amonovem templju pokazali hvalnico, ki jo je temu svetišču poslal Pindar. V Makedoniji se zdi, da je videl domnevno grobnico Orfeja v Libetri. V Italiji je videl nekaj mest v Kampaniji ter čudesa Rima. Bil je eden prvih, ki je opisal ruševine Troje, Aleksandrije v Troadi in Miken.

## Delo
Pavzanijev Opis Grčije sestavlja deset knjig, vsaka je posvečena nekemu delu Grčije. Svojo turnejo začenja v Atiki, kjer prevladujejo mesto Atene in njene deme. Nadaljnje knjige opisujejo Korint (2. knjiga), Lakonijo (3.), Mesenijo (4.), Elido (5. in 6.), Ahajo (7.), Arkadijo (8.), Beocijo (9.), Fokido in Ozolsko Lokrido (10.). Spustil je ključne dele Grčije, npr. Kreto. Projekt je več kot topografski, to je kulturna geografija. Pavzanij poleg arhitekturnih in umetniških predmetov opisuje mitološke in zgodovinske temelje družbe, ki jih je ustvarila. Kot grški pisec pod pokroviteljstvom Rimskega cesarstva se je znašel v nerodnem kulturnem prostoru, nad slavo grške preteklosti, ki jo je navdušen opisal, in dejanskim stanjem Grčije v Rimskem cesarstvu kot prevladujoči imperialni sili. Njegovo delo poskuša najti usmeritev v prostoru in ugotoviti identiteto rimske Grčije.
Ni bil naravoslovec, čeprav je ponekod opisoval lastnosti grške pokrajine. Opazil je borovce na peščeni obali Elide, jelena in divjega prašiča v hrastovih gozdovih Feloje in vrane sredi ogromnih hrastovih dreves Alalkomene. To je predvsem v zadnjem delu, v katerem se Pavzanij dotika narave, divjih jagod Helikona, datljevih palm Avlisa in oljčnega olja v Titorei, pa tudi želv v Arkadiji in "belo-črne ptice" na gori Kileni.
Pavzanij najraje opisuje religiozno umetnost in arhitekturo Olimpije in Delfov. Tudi v najbolj osamljenih območjih Grčije je bil navdušen nad vsemi vrstami upodobitev bogov, svetih relikvij in mnogih drugih svetih in skrivnostnih predmetov. V Tebah je videl ščite tistih, ki so umrli v bitki pri Levktri, ruševine Pindarjeve hiše in kipe Hezioda, Ariona, Tamirasa in Orfeja v gaju Muz na Helikonu, portrete Korine pri Tanagri in Polibija v mestih Arkadije.
Pavzanij je imel nagon starinarja, kot je dejal njegov urednik Christian Habicht:
 Na splošno je imel raje staro kot novo, sveto kot posvetno; veliko več piše o klasični kot o sodobni grški umetnosti, več o templjih, oltarjih in podobah bogov kot o javnih stavbah in kipih politikov. Nekatere veličastne in prevladujoče strukture, kot sta stoa kralja Atala v atenski agori (prenovil jo je Homer Thompson) ali eksedra Heroda Atika v Olimpiji, niso niti omenjene. 
Pavzaniasov turizem se v primerjavi z Baedekerjevim vodnikom ustavi za hip ob starodavnem obredu ali smiselnem mitu, način, ki je postal spet popularen v zgodnjem 19. stoletju. V topografskem delu Pavzanij nameni pozornost čudesom v naravi, znakom, ki kažejo posledice potresa, plimovanju, ledu na morju na severu in opoldanskemu soncu, ki ob poletnem solsticiju meče sence pri Sieni (Asuan). Medtem ko nikoli ne dvomi o obstoju bogov in junakov, včasih kritizira mite in legende, ki se nanašajo nanje. Njegovi opisi spomenikov umetnosti so preprosti in neolepšani. Dajejo vtis realnosti, njihova natančnost je potrjena iz ohranjenih ostalin. Je popolnoma odkrit v svoji izpovedni nevednosti.
Delo je zapustil blede sledi v znanem grškem korpusu. "Ni bilo brano," pravi Habicht, "ni ene same omemba avtorja, enega samega citata iz nje, niti šepeta pred Stefanom Bizantinskim v 6. stoletju, le dve ali tri sklicevanji na to v celotnem srednjem veku."  V resnici je grozilo, da bo delo izgubljeno v celoti: le trije izvodi Pavzanijevih rokopisov so iz 15. stoletja, polni napak in pomanjkljivosti, odvisni smo od enega samega rokopisa, ki se je ohranil do kopiranja. Niccolò Niccoli je imel ta arhetip v Firencah leta 1418; ob njegovi smrti leta 1437 naj bi ga shranili v knjižnici San Marco v Firencah, po letu 1500 pa je izginil. V 20. stoletju so arheologi ugotovili, da je bil Pavzanij zanesljiv vodnik po mestih, v katerih so izkopavali.  V 19. in zgodnjem 20. stoletju so ga klasicisti odklanjali, sledili so avtoritativnemu Wilamowitzu, ki mu je odvzel ves ugled, češ da ni obiskal večine mest, ki jih je opisal. Habicht leta 1985 opisuje, kako je  Wilamowitz poskušal izpodbijati Pavzanija pred popotniki leta 1873. Arheologi pa so v celoti oprali čast Pavzanija.

## Druga literatura
- Akujärvi, Johanna 2005, Researcher, Traveller, Narrator: Studies in Pausanias' Periegesis (Stockholm). ISBN 91-22-02134-5.
- Alcock, S.E., John F. Cherry, and J. Elsner 2001, Pausanias: Travel and Memory in Roman Greece (Oxford). ISBN 0-19-517132-2.
- Arafat, Karim W. 1996, Pausanias' Greece: Ancient Artists and Roman Rulers (Cambridge). ISBN 0-521-60418-4.
- Frateantonio, Christa, Religion und Städtekonkurrenz: zum politischen und kulturellen Kontext von Pausanias' Periegese (Berlin; New York: Walter de Gruyter, 2007) (Millennium-Studien, 23).
- Habicht, Christian 1985, Pausanias' Guide to Ancient Greece  (Berkeley). ISBN 0-520-06170-5.
- Hutton, William 2005, Describing Greece: Landscape and Literature in the Periegesis of Pausanias (Cambridge). ISBN 0-521-84720-6.
- Levi, Peter (tr.) 1984a, 1984b, Pausanias: Guide to Greece, 2 vols. (Penguin). Vol. 1 Central Greece ISBN 0-14-044225-1; vol. 2 Southern Greece ISBN 0-14-044226-X.
- Pirenne-Delforge, Vincia, Retour à la source. Pausanias et la religion grecque (Liège: Centre international d’Étude de la religion Grecque Ancienne, 2008) (Kernos Suppléments, 20).
- Pretzler, Maria. 2004, "Turning Travel into Text: Pausanias at work", Greece & Rome, Vol. 51, Issue 2, pp. 199–216.
- Pretzler, Maria. 2007, Pausanias. Travel Writing in Ancient Greece (London). ISBN 978-0-7156-3496-7.